# Enki Bilal
Enki Bilal (Enes Bilalović, * 7. října 1951) je francouzský komiksový tvůrce a filmový režisér

## Biografie

### Mládí
Bilal se narodil v Bělehradě v SR Srbsku v Jugoslávii české matce Aně, která do Bělehradu přišla jako dítě z Karlových Varů, a bosenskému otci Muhamedu Bilalovićovi z Ljubuški, který dříve pracoval jako krejčí Josipa Broza Tita. Když mu bylo pět let, podařilo se jeho otci podniknout výlet a zůstat v Paříži jako politický emigrant. Enki a zbytek rodiny, jeho matka Ana a sestra Enisa, zůstali v Jugoslávii a o čtyři roky později jej následovali.

### Vzdělání a kariéra
Ve Francii se nadchl pro komiks. Ve čtrnácti letech potkal René Goscinnyho, který pochválil jeho kresby a motivoval ho ke kreslení příběhů. V roce 1972 mu Gosciny ve francouzsko-belgickém časopise Pilote otiskl první komiks Le Bol Maudit. Roku 1980 Enki Bilal vydal první díl trilogie Nikopol, která ho nejvíce proslavila. Napsal scénář i namaloval kresby. Spolupracuje také se scenáristou Pierrem Christinem.

## Dílo
Trilogie Nikopol (La trilogie Nikopol, 1980 - 1992)
Teorie rozpadu
Exterminator 17